# Ghost Dog: Droga samuraja
Ghost Dog: Droga samuraja – amerykański film z 1999. Reżyserem i autorem scenariusza jest Jim Jarmusch. W rolę tytułowego bohatera, tajemniczego zabójcy na usługach mafii, wcielił się Forest Whitaker. W życiu kieruje się on średniowiecznymi zasadami samurajów opisanymi w książce autorstwa Tsunetomo Yamamoto zatytułowanej Hagakure. Film ten został zainspirowany Samurajem wyreżyserowanym w 1967 roku przez Jean-Pierre’a Melville’a.

## Obsada
- Forest Whitaker – Ghost Dog
- John Tormey – Louie
- Henry Silva – Ray Vargo
- Cliff Gorman – Sonny Valerio
- Isaach De Bankolé – Raymond
- Camille Winbush – Pearline
- Tricia Vessey – Louise Vargo
- Gene Ruffini – Stary Consigliere
- Frank Minucci – Big Angie
- Richard Portnow – Frank Przystojniak
- Frank Adonis – ochroniarz Valeriego
- Victor Argo – Vinny
- Damon Whitaker – Młody Ghost Dog
- Kenny Guay – Chłopiec w oknie
- Vince Viverito – Johnny Morini
- Dennis Liu – Właściciel chińskiej restauracji
- RZA – Samuraj w kamuflażu
- Gary Farmer – Nikt

## Fabuła
Film opowiada historię czarnoskórego zawodowego zabójcy, żyjącego w nieokreślonym amerykańskim mieście. Ghost Dog uważa się za wasala Louiego, lokalnego gangstera, który uratował go w przeszłości. Wiodąc życie jako płatny zabójca wykonujący zlecenia dla włoskiej mafii, posługuje się mądrościami zawartymi w Hagakure.
Louie zleca mu zabicie gangstera, który sypia z córką mafijnego bossa, Vargo. Nie zdając sobie sprawy z jej obecności wykonuje egzekucję. W związku z tym przywódcy mafii podejmują decyzję o wyeliminowaniu Ghost Doga, aby ukryć ich udział w tym zleceniu. Wzywają Louiego, aby wydobyć z niego szczegóły na temat zabójcy. Okazuje się, że w rzeczywistości nie posiada zbyt wielu informacji, a komunikują się za pomocą gołębia pocztowego. Opowiada także, w jaki sposób się poznali i zawarli kontrakt. Gangsterzy postanawiają przeszukać wszystkie gołębniki na dachach bloków.
W ciągu dnia Ghost Dog regularnie odwiedza pobliski park, gdzie spotyka się ze swoim najlepszym przyjacielem, sprzedawcą lodów o imieniu Raymond, który umie mówić jedynie po francusku. Pomimo że Ghost Dog nie zna francuskiego, a Raymond angielskiego, to doskonale się rozumieją. Ghost Dog poznaje także małą dziewczynkę o imieniu Pearline. Pożycza jej otrzymaną od córki Vargo książkę Rashōmon i inne opowieści.
Po powrocie do domu Ghost Dog zastaje splądrowany gołębnik. Podejmuje natychmiastową decyzję o wyeliminowaniu Vargo, który w obawie o swoje życie ukrywa się w położonej za miastem posiadłości. Podszywając się pod sprzedawcę nieruchomości wdziera się do środka zabijając wszystkich z wyjątkiem Louiego, córki Vargo oraz jego ochroniarza, który po pewnym czasie wykrwawia się na śmierć. Louie, choć wcześniej chronił Ghost Doga, postanawia pomścić śmierć swojego pracodawcy.
Do finałowej konfrontacji dochodzi w parku na oczach Raymonda i Pearline, której Ghost Dog przekazuje Hagakure. Nie chce zaatakować swojego pana, Louiego, i zostaje przez niego zastrzelony. Tuż przed śmiercią daje mu otrzymaną od córki Vargo książkę i zachęca do jej przeczytania.
W ostatniej scenie Pearline siedzi na podłodze w kuchni i czyta fragment Hagakure.
Ścieżkę dźwiękową opracował RZA, lider hiphopowego Wu-Tang Clan.